# Azorinus cunhai
Azorinus cunhai is een tweekleppigensoort uit de familie van de Solecurtidae. De wetenschappelijke naam van de soort is voor het eerst geldig gepubliceerd in 1965 door Boshoff.